# 가브리엘라 크라토흐빌로바
가브리엘라 크라토흐빌로바(Gabriela Kratochvilová, 1990년 2월 11일 ~ )는 체코의 모델이다. 2013년 미스 체코 우승자이며 2013년 미스 유니버스에서 체코 대표로 참가했다.